# سباستیان شاهومیان
سباستیان شاهومیان (ارمنی: Սեբաստյան Շահումյան؛ ۲۷ فوریهٔ ۱۹۱۶ – ۲۱ ژانویهٔ ۲۰۰۷) یک زبان‌شناس، و فیلسوف ارمنی-آمریکایی بود.
وی مدرک خویش را در رشته فلسفه از دانشگاه دولتی تفلیس گرفت.